# Hidroelektrarna Zlatoličje
Hidroelektrarna Zlatoličje (kratica HE Zlatoličje) je ena izmed hidroelektrarn v Sloveniji; leži na reki Dravi v bližini Zlatoličja. Spada pod podjetje Dravske elektrarne Maribor. 

## Zgodovina
Hidroelektrarna je bila uradno odprta leta 1969. To je bila prva kanalska elektrarna/pretočna hidroelektrarna v SFRJ; odprl jo je predsednik Josip Broz Tito. Sama gradnja se je začela leta 1964.
Danes proizvede največ električne energije med vsemi hidroelektrarnami v Sloveniji; letna proizvodnja tako znaša 577 milijonov kWh.
Izkorišča 4,5 milijona m³ veliko akumulacijsko jezero, ki leži na področju Mestne občine Maribor. Elektrarna lahko deluje z največjo močjo 136 MW.